# خوسيه برافو
خوسيه برافو (بالإسبانية: José Bravo)‏ (18 نوفمبر 1916 في إسبانيا - 1993 ببرشلونة في إسبانيا) هو لاعب كرة قدم إسباني في مركز الهجوم. شارك مع منتخب إسبانيا لكرة القدم ومنتخب كاتالونيا لكرة القدم. أما مع النوادي، فقد لعب مع خيمناستيك طركونة وريال مورسيا ونادي برشلونة ونادي سبتة ونادي ليفانتي.

## وصلات خارجية
- خوسيه برافو على موقع قاعدة بيانات كرة القدم.إي يو (الإنجليزية)
- خوسيه برافو على موقع ناشيونال فوتبول تيمز (الإنجليزية)
- خوسيه برافو على موقع عالم كرة القدم.نت (الإنجليزية)